# Фригийский язык
Фриги́йский язы́к — один из индоевропейских языков, язык фригийцев — народа, мигрировавшего с Балкан в Малую Азию. Составляет отдельную группу в рамках индоевропейской семьи, наиболее близок к древнегреческому и древнемакедонскому языкам. Засвидетельствован надписями, сделанными особым алфавитом, родственным древнегреческому, начиная с VIII в. до н. э. В последний раз фригийский язык как живой упоминается в источниках V в. н. э., но существуют предположения, что окончательно язык вымер только после арабского вторжения в VII в. н. э.
В истории языка выделяют два периода — старофригийский (VIII в. до н. э. — V в. до н. э.) и новофригийский (I в. н. э. — III в. н. э.). Научное изучение началось в 1820-е годы.

## О названии
Слова «Фриги́я» и «фригийцы» происходят из др.-греч. Φρυγία и Φρύγες. По-фригийски название этого народа должно бы было звучать как *Bruges, что сопоставляют с названием балканского племени бригов.

## Классификация
Фригийский язык составляет отдельную группу в составе индоевропейской языковой семьи. Фригийский наиболее близок к древнегреческому и древнемакедонскому языкам. С древнегреческим его объединяет больше черт, чем с другими индоевропейскими языками, в частности:
- наличие суффикса -eyo-;
- причастия с суффиксом -meno-;
- использование аугмента;
- окончание -as в именительном падеже у существительных склонения на -ā- мужского рода;
- лексические элементы — например, autos «тот же самый», pant- «весь», kako- «злой, плохой».

Напротив, утверждения о близости фригийского к фракийскому и армянскому языкам не находят подтверждения в языковом материале.

## Письменность
В древнефригийский период использовался особый алфавит, производный от древнегреческого. Писалось или справа налево, или бустрофедоном. Слова отделялись друг от друга знаком, состоящим из трёх или четырёх точек. В новофригийский период в ходу был греческий алфавит, причём деление на слова отсутствовало.
Кроме того, существует гипотеза, согласно которой фригийский и древнегреческий алфавиты являются потомками одного алфавита, возникшего в первой половине VIII в. до н. э. в Малой Азии как адаптация семитского письма.

## История языка
По сообщению Геродота, фригийцы мигрировали в Малую Азию из Македонии приблизительно во время Троянской войны. Современные учёные также склонны искать прародину фригийцев в Юго-Восточной Европе. Ранее считалось, что фригийцы прибыли в Малую Азию около 1200 г. до н. э. и принимали участие в разрушении хеттской империи, однако сейчас учёные склонны датировать эту миграцию двумя-тремя столетиями позднее крушения империи. В ассирийских источниках фригийцы, предположительно, упоминаются как мушки. Предела территориальной экспансии Фригия достигает в VIII в. до н. э., тогда же появляются первые надписи на фригийском. Однако уже около 700 г. до н. э. фригийское государство рухнуло под ударами киммерийцев, а столица Фригии, Гордион, была разрушена. С тех пор собственной государственности у фригийцев не было, они находились под властью сперва лидийцев, затем персов, греков и, наконец, римлян.
В последний раз фригийский язык как живой упоминается в источниках V в. н. э., но существуют предположения, что окончательно язык вымер только после арабской экспансии в VII в. н. э. От старофригийского периода сохранилось около 340 надписей, примерно 250 из которых было найдено в окрестностях Гордиона. Новофригийских надписей найдено 113, практически все они представляют собой эпитафии, сопровождающиеся проклятьями в адрес возможных осквернителей и грабителей могил. Самая длинная древнефригийская надпись состоит из 285 букв. Кроме того, фригийские слова засвидетельствованы в виде глосс в древнегреческих источниках, в первую очередь у Гесихия, и в качестве заимствований в грекоязычных надписях во Фригии.
Старофригийские надписи были найдены на западе Великой Фригии, включая город Мидаса, Вифинии, Галатии и Каппадокии. Из-за македонского завоевания и вторжения галатов ареал фригийского языка существенно уменьшился. Кроме того, фригийская элита быстро эллинизировалась, и фригийский язык в последние века своего существования был языком деревни.

## Лингвистическая характеристика

### Фонетика и фонология
Согласные древнефригийского языка:
|             | Губные | Дентальные | Альвеолярные | Палатальные | Велярные |
| ----------- | ------ | ---------- | ------------ | ----------- | -------- |
| Взрывные    | p b    | t d        |              |             | k ɡ      |
| Носовые     | m      | n          |              |             |          |
| Фрикативные |        |            | s            |             |          |
| Аффрикаты   |        |            |              | t͡s d͡z       |          |
| Плавные     | w      |            | l r          | j           |          |

В новофригийский период аффриката dz упростилась в z.
Идут споры относительно того, имел ли фригийский язык передвижение согласных, подобное закону Гримма в прагерманском, то есть утрату придыхания у звонких придыхательных (*Dh > D), оглушение звонких (*D > T) и аспирацию глухих (*T > Th). Наличие первого процесса и отсутствие третьего не вызывают у учёных сомнения, дискуссия идёт только вокруг второго. В качестве аргументов в пользу наличия оглушения звонких приводят следующие фригийские слова: Ti- «имя бога» при др.-греч. Ζεύς, bekos- «хлеб» < пра-и.е. *bhh1ĝos, kenos- «поколение» < пра-и.е. *ĝenh1os-, knaik- «жена» < пра-и.е. *gwneh2ik-, lak- «отдавать; посвящать» при др.-греч. λαβεῖν, tetikmeno- «проклятый» < пра-и.е. *dediḱmh1no- и наречие ti при др.-греч. διά. В пользу отсутствия оглушения говорят слова bagun «дар» < пра-и.е. *bhagom, личное имя benagonos при др.-греч. -γονος, podas (винительный множественного) «ноги» при др.-греч. πόδας.
Древнефригийские гласные:
| Подъём\ряд | Передний | Средний | Задний |
| ---------- | -------- | ------- | ------ |
| Верхний    | i iː     |         | u uː   |
| Средний    | e eː     |         | o oː   |
| Нижний     |          | a aː    |        |

Праиндоевропейское *ē во фригийском перешло в ā, а фригийское долгое ē восходит к дифтонгу *ei. Помимо монофтонгов во фригийском были дифтонги oi, ai, au, ōi, āi. В новофригийский период противопоставление по долготе исчезло.
Ударение было свободным и подвижным. Безударные гласные имели тенденцию к редукции.

### Морфология

#### Имя существительное
Во фригийском было, как минимум, четыре падежа (теоретически их могло быть больше, но их формы могли не попасть в надписи): именительный, родительный, дательный и винительный. В глоссах засвидетельствованы следы звательного.
Окончания существительных:
|        | -ā-        | -o-      | -i- | согласный |
| ------ | ---------- | -------- | --- | --------- |
| И. ед. | -a         | -os      | -is | -ø        |
| Р. ед. | -as        | -ovo     |     | -os       |
| Д. ед. | -ai, -a(n) | -oy, -oi | -e  | -e(i)     |
| В. ед. | -an        | -un      | -in | -an       |
| И. мн. | -as        | -oi      |     | -es       |
| Р. мн. |            | -un      |     |           |
| Д. мн. | -ias       | -ōs      |     | -si(n)    |
| В. мн. |            |          |     | -as       |

Отмечается сходство окончаний существительных фригийского и древнегреческого языков.

#### Местоимение
Личные местоимения в памятниках фригийского языка не сохранились. В качестве указательных использовались индоевропейские корни *se/o и *te/o. Сохранились также относительное ios и вопросительное kos (м. р.) / kin (ср. р.).

#### Числительное
Из числительных в надписях засвидетельствованы только oyvos «один», duoi «два» и protos «первый».

#### Глагол
Фригийский глагол обладал категориями лица, числа (единственное и множественное), залога (активный и медиопассивный), наклонения (изъявительное, повелительное, конъюнктив) и времени (настоящее, аорист, имперфект, перфект, а также, возможно, будущее). Аорист образовывался при помощи аугмента, что сближает фригийский с древнегреческим, армянским и индоиранскими языками.
Единственное причастие (пассивное) образовывалось во фригийском при помощи суффикса -meno-, корень при этом часто, хоть и не всегда, редуплицировался.

### Синтаксис
Обычный порядок слов во фригийском — SOV (подлежащее — дополнение — сказуемое). После первого ударного члена предложения мог ставиться ряд энклитик (закон Ваккернагеля).

## История изучения
Геродот (История 2.2) упоминает «лингвистический эксперимент», который провёл египетский фараон Псамметих I: чтобы узнать, какой из языков наиболее древний, он приказал лишить двух новорождённых младенцев общения с людьми, пока те не произнесут первое слово; первым словом детей было «бекос». Во фригийском языке слово «бекос» означало «хлеб», поэтому фараон признал фригийский язык наиболее древним.
Долгое время для европейской науки единственным источником сведений о фригийском языке были труды античных авторов. Только в 1820 и 1824 гг. были опубликованы две надписи с «Монумента Мидаса». В последующие десятилетия разные путешественники, побывавшие в Малой Азии, опубликовали и другие надписи. В 1862 году баварский учёный А. Д. Мордтман дал интерпретацию ряду фригийских текстов. В 1883 году британский учёный У. М. Рэмси опубликовал пятнадцатистраничный комментированный корпус древнефригийских надписей, а спустя четыре года корпус новофригийских надписей (в 1905 году этот корпус был дополнен). Одной из основополагающих работ в изучении фригийского языка является «Введение в историю греческого языка» (нем. Einleitung in die Geschichte der griechischen Sprache) П. Кречмера, напечатанное в 1896 году. Начиная с 1928 года, фригийские надписи публиковались в серии Monumenta Asiae Minoris Antiqua. В 1934 году был издан компендиум фригийских надписей И. Фридриха. Весомый вклад в изучение фригийского языка внесла работа О. Хааса «Памятники фригийского языка» (нем. Die phrygischen Sprachdenkmäler) 1966 года. В 1984 году был издан крупный корпус фригийских текстов К. Брикса и М. Лежёна.
В рамках греко-фригийской гипотезы фригийский язык считается наиболее близким родственником древнегреческого языка.

## Пример текста
Надпись на «Монументе Мидаса» (древнефригийский период):
| Транслитерация | Перевод |
| --- | --- |
| ates: arkiaevais: akenanogavos: midai: lavagtaei: vanaktei: edaes baba: memevais: proitavos: kφiyanaveyos: si keneman: edaes | Атес, представитель государственной власти, хранитель памятников, посвятил (это) Мидасу — лавагету, царю Бабас, советник, предводитель из Тианы, посвятил эту нишу |